# David Larsson i Sätila
David Larsson (i riksdagen kallad Larsson i Hede), född 10 oktober 1875 i Sätila församling, Älvsborgs län, död där 16 december 1959, var en svensk lantbrukare och politiker i högerpartiet.
Larsson var ledamot av riksdagens andra kammare från 1932, invald i Älvsborgs läns södra valkrets.